# Kreuzverhör (Film)
Kreuzverhör (Originaltitel: The Tattered Dress) ist ein US-amerikanischer Film aus dem Jahr 1957 von Jack Arnold, der am 14. Mai 1957 Premiere hatte. Am 15. November 1957 kam der Film in die deutschen Kinos.

## Handlung
Der zwielichtige Michael Reston erschießt den Geliebten seiner Frau Charlene, den Barkeeper Larry Bell, auf offener Straße. Zu seiner Verteidigung engagiert er den erfolgreichen Anwalt James Gordon Blane aus New York, dem der Ruf vorauseilt, auch offensichtlich Schuldige vor der Verurteilung zu bewahren. Reston ist an seinem Wohnort Bolton nicht sonderlich beliebt, auch Blane wird mit Misstrauen begrüßt. Bei der Befragung von Charlene gibt diese an, dass Larry in der besagten Nacht ihr gegenüber handgreiflich geworden ist. Als Beweis bringt sie ein zerrissenes Kleid ins Spiel.
Nach einem feucht-fröhlichen Abend, an dem sich Blane zur Informationsbeschaffung mit Sheriff Hoak anfreundet, einem persönlichen Freund Larrys, verführt Charlene den Anwalt. Vor Gericht kann Blane einen sexuellen Übergriff aus Larrys Collegezeit vorweisen und verdreht die Aussagen des Sheriffs so, dass Larry als Sittenstrolch dargestellt wird. Michael wird schließlich freigesprochen. Sheriff Hoak ist darüber fassungslos.
Das Angebot Charlenes auf eine weitere Nacht mit ihr lehnt Blane ab und nimmt stattdessen an einer privaten Pokerrunde, in der er $5000 verliert, teil.
Nachdem die Geschworene Carol aussagt, ein Bestechungsgeld von Blane erhalten zu haben, steht der Anwalt nun selber unter Anklage. Als Beweis dient der von Blane beim Pokerspiel ausgestellte Scheck über die verlorene Summe. Die Teilnahme an dem Pokerspiel kann Blane allerdings nicht beweisen, alle Spuren wurden verwischt. Mithilfe des Sheriffs versucht Blane seine Unschuld zu beweisen, dieser hat nach den Vorkommnissen allerdings keine Motivation, dem Anwalt zu helfen. Die Mitspieler können trotz einer exakten Personenbeschreibung nicht gefunden werden.
Als Blanes Ehefrau Diana von den Vorfällen hört, kommt sie in die Stadt, um ihren Mann zu unterstützen. Trotz seiner Untreue versucht sie ihn zu unterstützen. Diana versucht sogar Kontakt mit Carol aufzunehmen. Wie sich rausstellt, wurde diese durch den Sheriff, ihren Geliebten, zu der Falschaussage gezwungen. Aus Angst vor ihm weigert sie sich allerdings mit Diana zu reden. Beim Prozess bleibt Carol bei ihrer falschen Aussage, die Hoak für sie bis ins letzte Detail ausgearbeitet hat. Bei der Befragung durch Blane bricht sie schließlich zusammen, was die Geschworenen Blane negativ ankreiden. Blanes alter Freund Billy erkennt zufällig einen der gesuchten Pokerspieler, sofort ruft er den Sheriff zur Unterstützung. Dieser tötet Billy und lässt die Tat wie einen Autounfall aussehen.
Als Blane bei einem Spaziergang brutal verprügelt wird und Hoak erneut falsche Tatverdächtige zur Identifizierung vorführen lässt, erkennt der Anwalt die Zusammenhänge und denkt über sein eigenes Handeln nach. Im Gericht hält Blane eine lange Rede über Gerechtigkeit, er gesteht ein, lange für die falschen Leute gekämpft zu haben, und gibt an, schließlich mit seinen eigenen Waffen von Hoak geschlagen worden zu sein. Als der Anwalt nach der bewegenden Rede freigesprochen wird, versucht Hoak ihn beim Verlassen des Gerichtsgebäudes zu erschießen. Dieses wird durch das beherzte Eingreifen Carols verhindert. Blane entschließt sich, nun auch für tatsächlich Unschuldige tätig zu sein.

## Rezeption
Das Lexikon des internationalen Films beschreibt den Streifen als „Melodramatischer Kriminalfilm“ und bescheinigt dem Film durch die interessante Ausgangssituation seine „dramaturgischen und inszenatorischen Schwächen zu überdecken“.

## Synchronisation
Die deutsche Synchronisation entstand bei der Berliner Synchron nach dem Dialogbuch von Fritz A. Koeniger und der Dialogregie von Klaus von Wahl.
| Rolle              | Schauspieler   | Synchronsprecher |
| ------------------ | -------------- | ---------------- |
| Carol Morrow       | Gail Russell   | Tilly Lauenstein |
| Charleen Reston    | Elaine Stewart | Ilse Kiewiet     |
| Diane Blane        | Jeanne Crain   | Edith Schneider  |
| James Gordon Blane | Jeff Chandler  | Curt Ackermann   |
| Ralph Adams        | Edward Platt   | Friedrich Joloff |
| Sheriff Nick Hoak  | Jack Carson    | Werner Peters    |